# Акантостега
Акантостега (лат. Acanthostega, от др.-греч. ἀκανθο- +στέγη «шипастая крыша») — род позднедевонских стегоцефалов, включающий единственный вид — Acanthostega gunnari. Является промежуточным звеном между лопастепёрыми рыбами и наземными позвоночными. Одни из первых хордовых, развивших конечности.

## Обнаружение
Окаменевший череп акантостеги (Acanthostega gunneri) был обнаружен в восточной Гренландии в 1933 году, однако описан лишь в 1952 году Эриком Ярвиком. В 1987 году Дженифер Кларк были обнаружены новые фрагменты нескольких особей. Кости акантостеги были найдены в древних речных отложениях, предполагается что именно в реках эти животные и обитали.

## Описание
Акантостега достигала длины около 60 см. Конечности не имели запястий, что говорит о крайне низкой приспособленности к передвижению по суше, и на каждой из них насчитывалось 8 пальцев. Строение скелета указывает на наличие внутренних жабр. Слабые конечности, которые не смогли бы выдержать вес животного, и короткие рёбра, на которые оно также не могло опираться, говорят о его преимущественно водном образе жизни.